# Pilhaouer
Les pilhaouerien (pluriel de pilhaouer, terme breton signifiant chiffonniers ou colporteurs) étaient des marchands itinérants qui échangeaient des articles manufacturés divers, en particulier de la vaisselle, de la quincaillerie ou des colifichets contre des chiffons, peaux de lapin, queues de cheval, soies de porcs ou métaux divers, etc. pour les revendre aux grossistes implantés dans les ports tels que celui de Morlaix. Ils réparaient également bols, assiettes ou parapluies. Acteurs de l'économie des monts d'Arrée, ils étaient porteurs des nouvelles, bonnes comme mauvaises et chantres des traditions populaires. 

## Orthographe
Le nom pilhaouer (féminin: pilhaouerez) vient du mot « pilhoù », « chiffon » en breton. Le pluriel est pilhaouerien, le pluriel féminin pilhaouerezed.
Émile Souvestre utilise l'orthographe pillawer.

## Origines
La pauvreté des paysans de l'Arrée en raison de l'acidité des sols et de la rudesse du climat aggravée par l'altitude et la croissance démographique importante dans la première moitié du XIXe siècle a rendu indispensable des revenus d'appoint pour permettre la survie de la population à une époque où l'exode rural était encore peu important. Les femmes maniaient la quenouille et pratiquaient le tissage, les hommes se firent pilhaouers (pilhaourien au pluriel), en particulier dans les communes de Botmeur, La Feuillée, Brennilis et Loqueffret. La légende du Buguel Noz[pas clair].

Le géographe Louis Gallouédec écrit en 1893 : 

« a nécessité même de vivre en dépit d'une nature ingrate a rendu ces hommes industrieux. Ne pouvant tirer de leur sol à grand'peine que la nourriture de quelques mois d'été, ils se sont tournés vers le commerce, se sont faits, pour l'hiver, marchands de fil, de miel, de suif, de toile, de sel. On les rencontre dans le département vendant au détail comme colporteurs ou faisant le courtage pour des négociants de Morlaix ou de Landerneau. Ils ont acquis à ce trafic une finesse aiguisée par les transactions et une instruction plus avancée. C'est parmi eux que se recrute aussi cette corporation si singulière des marchands de chiffons ou pillawer, qui parcourent la contrée achetant des guenilles qu'ils revendront ensuite aux papeteries. »

Ils récoltaient de vieux vêtements et des toiles de lin et chanvre qui, une fois découpés et mis à macérer, servaient à la fabrication du papier. Les peaux de lapins, de renards, de taupes leur étaient aussi vendues. Les « pilhoù » (en breton) ou la « chiffe » (en français) n'était jamais achetée, toujours échangée contre des rubans, des lacets, de la vaisselle, voire des fruits de saison.
Ainsi, en 1846, le territoire actuel de Loqueffret compte 32 ménages où le chef de famille est chiffonnier, pour un total communal de 89 chiffonniers, sans compter les habitants qui déclaraient « cultivateur » comme activité principale. Lors du recensement de 1856, on recense 68 pilhaouerien à Botmeur; lors de celui de 1905, 30 familles.
C'est la poursuite d'une tradition visiblement très ancienne : 

« L’homme le plus pauvre des montagnes d’Arès possède un cheval qui le nourrit ; il porte dans le pays de Léon à Brest des lattes, des sabots, du charbon, du sel, des châtaignes et des pommes, qu’il se procure à Carhaix, à LLa légende du Buguel Nozangouet [Langonet], à Châteauneuf, à Roternen [Rostrenen] dans les côtes du nord. Ces hommes actifs achètent des grains à Châteauneuf, à Carhaix, à Braspars, qu’ils vendent à Morlaix, à Landivisiau. […] Dès la pointe du jour, on les voit à cheval courir aux lieux de leurs spéculations ; ils ne rentrent souvent chez eux qu’après trois, six ou quinze jours de corvées et de trafic. »

## Fonctionnement
Les chiffonniers des Monts d'Arrée ne possédaient que quelques hectares d'une terre peu productive, ou étaient même pour certains de simples journaliers agricoles. Les enfants apprenaient très tôt le métier, partant avec leur père après la moisson pour la fin des vacances scolaires, et, dès 14 ans, prenaient la route. Certains se déplaçaient à pied, d'autres en char-à-bancs et même en voiture pour les derniers d'entre eux à pratiquer le métier, après la seconde guerre mondiale.
Chaque pilhaouer avait son secteur, parfois éloigné, qu'il avait hérité de son père ou à défaut d'un parrain. Il partait à l'automne, puis à nouveau pendant l'hiver, puis au printemps, revenant à sa ferme pour les périodes de gros travaux (labourage, semailles, fenaison, moisson…), son épouse assurant travaux agricoles et éducation des enfants le reste du temps. Certaines femmes étaient pilhaouerezed (chiffonières), accompagnant leur mari ou, plus rarement, exerçant seules le métier.
Émile Souvestre décrit ainsi la vie du pillawer : « Il va de ferme en ferme, de cabane en cabane, en faisant retentir sur un ton lugubre son cri de pillawer qui avertit les femmes au fond de leurs maisons. Il n'est point de toit de paille perdu dans les feuilles qu'il ne sache trouver, pas de bouge infect au seuil duquel il ne fasse entendre son appel monotone… Il flaire de loin la misère, la suit à la trace et la saisit au gîte. C'est un spectre familier qui vient frapper aux portes les plus indigentes […]. Aussi on le fuit et on le hait comme un visiteur importun. Aux riches, sa présence paraît presque une injure… Mais là même où on l'arrête pour lui vendre quelques guenilles souillées, c'est avec une sorte de mépris soupçonneux. On lui permet rarement de s'avancer jusqu'au foyer. La marchandise lui est apportée sur le seuil, où l'on traite avec lui. »

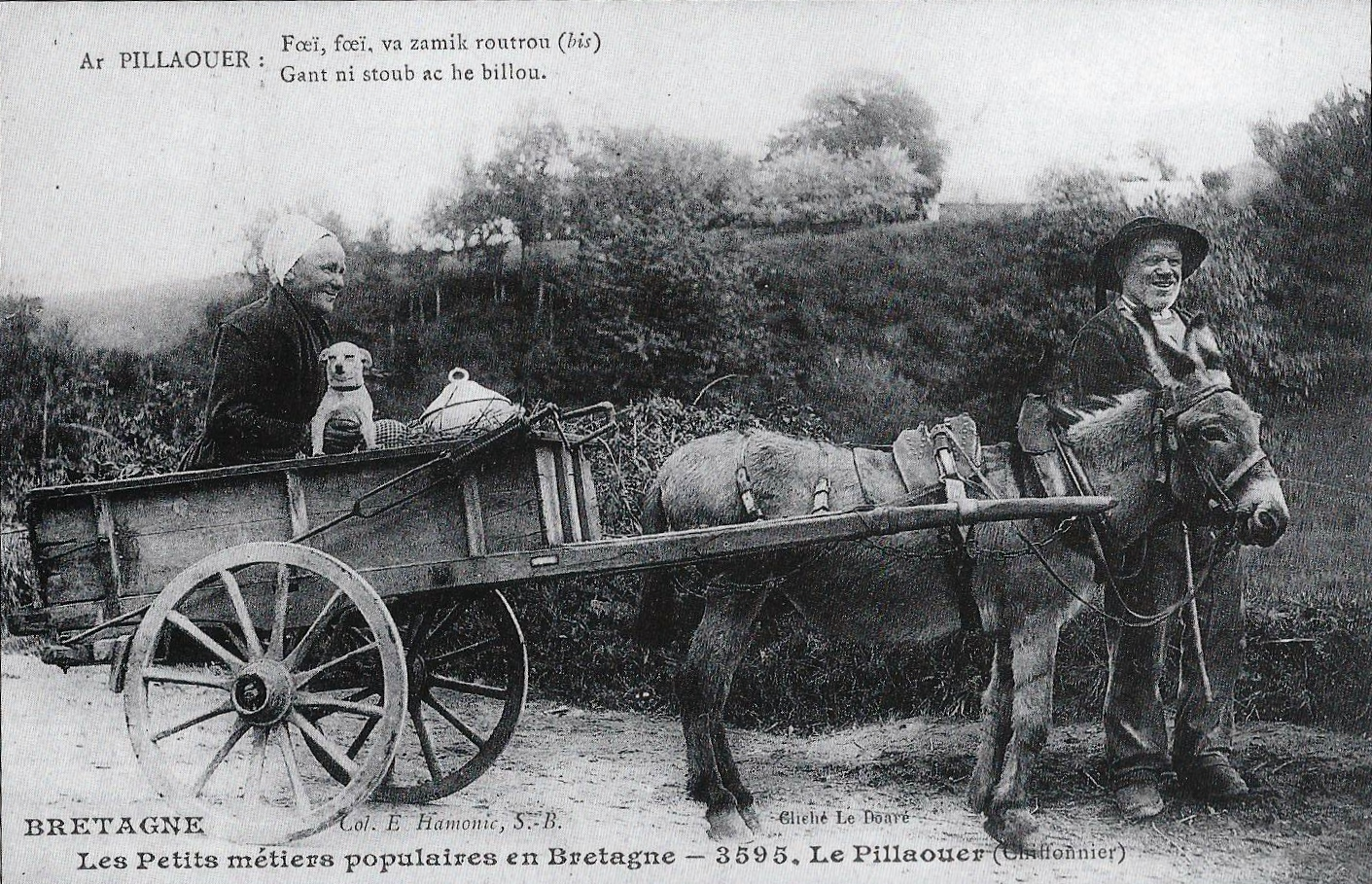
Un pilhaouer et sa charrette vers 1905.

Une ancienne chanson populaire, recueillie par Émile Souvestre dans son livre Les Derniers Bretons, décrit quelle était la vie, besogneuse et triste, du pilhaouer :
Il part, le pilawer, il descend la montagne, il va visiter les gens des pays. 

Il a dit adieu à sa femme et à ses enfants ;

Il ne les reverra que dans un mois, s'il vit encore ! 

Car la vie du pilawer est rude ; 

Il va par les routes, sous la pluie qui tombe ou sous le soleil, 

Et il n'a pour s'abriter que les fossés du chemin. 

Il mange un morceau de pain noir, pendant que ses deux chevaux broutent dans les douves,

Et il boit à la mare où chantent les grenouilles…

Va, pauvre pilawer, le chemin du monde est dur sous tes pieds ; 

Mais Jésus-Christ ne juge pas, comme les hommes ; 

Si tu es honnête, tes peines te seront payées et tu te réveilleras dans la gloire…
C'était en effet une profession dure et décriée : « le pillawer, c'est le bohémien de la Basse-Bretagne, et le paysan breton, plus encore que ses pareils des autres pays, tient en méfiance profonde ses ambulants qui viennent d'on ne sait où, dont on ignore tout, et qui, le soir, disparaîtront pour ne plus revenir. Qu'importe ces dédains ? le métier nourrit son homme; plus d'une famille de l'Arrée lui a dû d'échapper à la famine qui dessèche et qui tue », écrit le géographe L. Gallouedec à la fin du XIXe siècle.
« Pilhoù d'ar pilhaouer ! Leizh e garr, ma'h ya d'ar gêr ! » (« des chiffons pour le chiffonnier ! Plein la charrette pour qu'il aille à la maison ! ») ou encore « Tamm pilhoù, tamm pilhoù, digorit ar gloued ! » (« n'avez-vous pas de chiffons, de chiffons, ouvrez la barrière! ») tels étaient les phrases hurlées par le pilhaouer pour annoncer son arrivée. L'exercice de ce métier aurait commencé au début du XVIIIe siècle ; il consistait à récupérer un maximum de chiffons car c'était la matière première des moulins à papier dont les plus proches se situaient à Pleyber-Christ, Plourin-lès-Morlaix, Saint-Thégonnec ou encore Taulé.
« Le papier, c'est d'abord le ramassage, la collecte de la matière première qui est collectée par les chiffonniers (pilhaouers) qui viennent des monts d'Arrée, la montagne pauvre. Donc ils descendant par des chemins qui sont aujourd'hui des chemins de randonnées tout au long de la vallée. Ils descendant jusqu'à la zone côtière où est cultivé le lin et où ils trouvent les résidus d'étoupes et des chiffons qui seront utilisés pour fabriquer le papier. […] Les chiffonniers ont amené la matière première. Là, les papetiers vont fabriquer différents qualités de papier : du papier d'emballage, du papier d'imprimerie, qui partira pour Morlaix […] où il sera utilisé soit pour l'emballage des toiles de lin, soit pour la fabrication de cartes à jouer ou d'imagerie d'Epinal qui seront exportés par le port. »

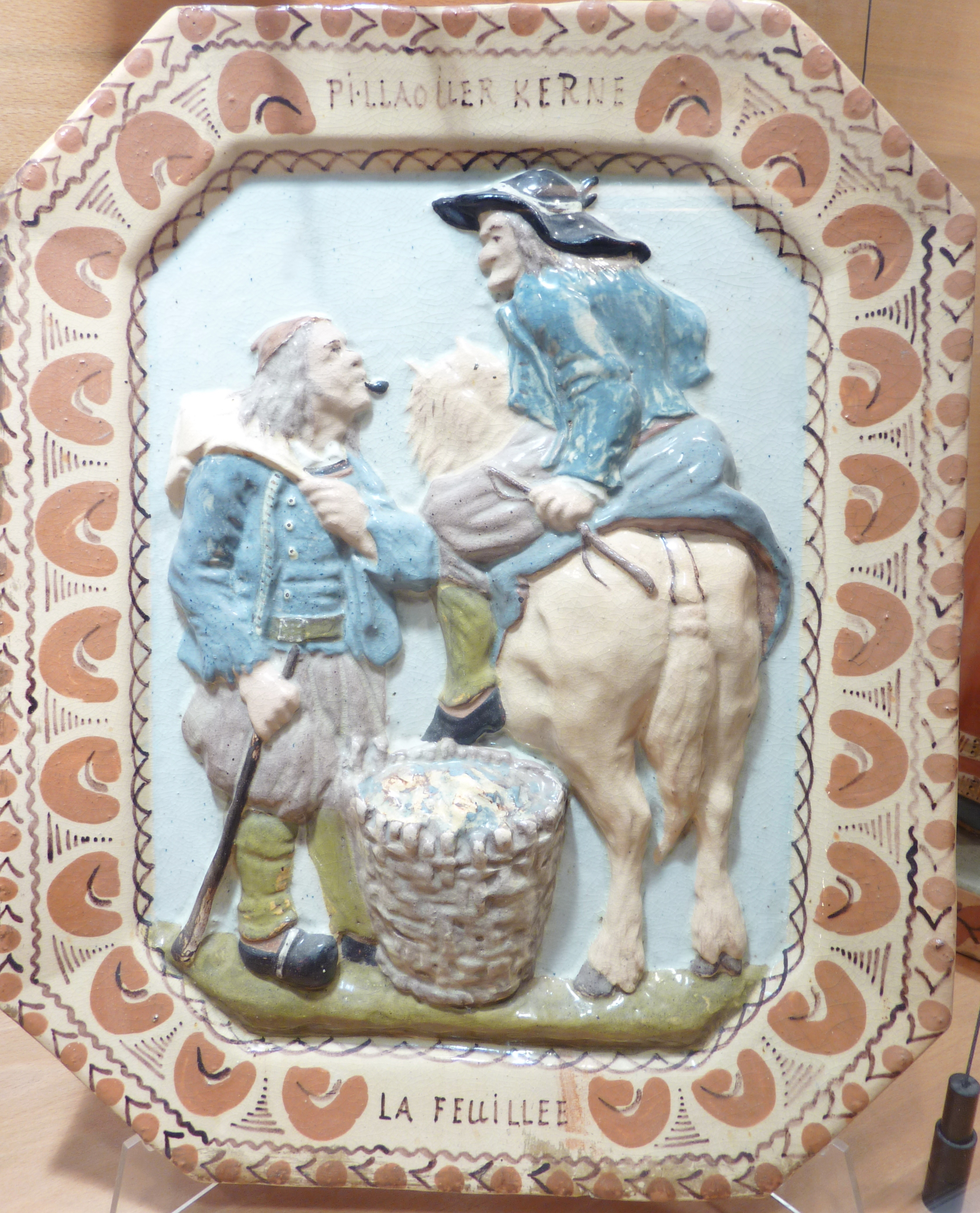
Pilhaouer de La Feuillée vers 1920 (musée de la Faïence de Quimper).

Les pilhaouers gagnaient correctement leur vie le plus souvent. Leur réputation était parfois controversée ; selon la Chanson du pilhaouer, écrite par le curé de Loqueffret vers 1860, ils étaient flaerius (sentaient mauvais) et fréquentaient les cabarets. D'autres les considéraient comme « un peu voleurs » dans la mesure où les pesées de chiffons qu'ils effectuaient étaient difficilement contrôlées par les clients. Leur itinérance leur procurait un esprit d'entreprise qui frappa Cambry à la fin du XVIIIe siècle : « Je m’attendais à rencontrer dans ces Monts d’Arrée des espèces de brutes à face humaine, genre loups des montagnes, en somme les hommes les plus bornés du Finistère ; je leur ai trouvé de la vivacité, du feu, plus d’idée, plus de facilité à s’exprimer en français qu’aux paysans de Bretagne en général. » Ceci explique probablement l'indépendance d'esprit des « hommes de la montagne », région laïque et politiquement de tradition de gauche et une instruction plus vite développée que dans le Léon voisin, plus riche, mais resté plus conservateur. À l'annonce du décès de leur « recteur » (curé en Bretagne), les pilhaouerien de Brennilis s'exclament en 1891 : 

« Encore un qui ne nous commandera plus ! »

Le café-épicerie Ti-Gwen à Pleyben, sur la route de Brasparts, fermé depuis longtemps, était dans la première moitié du XXe siècle un lieu de rendez-vous célèbre des pilhaouerien.

Cette activité fut importante jusqu'à la Seconde Guerre mondiale (« Gens de Botmeur, de La Feuillée, de Brennilis, de Loqueffret, ce sont eux qu’on voyait, par les chemins du Léon et de Cornouaille, promener sur le dos de leur unique cheval leur pacotille de colporteur. Ce sont eux qui, sous le nom de pilhaouers, allaient au XIXe siècle quérir de maison en maison les déchets de linge et les reliefs d’os, les payant moins en monnaie qu’en écuelles peintes », et a perduré au moins jusqu'à la décennie 1950 comme en témoigne ce récit datant de 1951 : 

« Le pilhaouer de mon enfance était une incontestable célébrité. Colporteur de racontars invraisemblables, aventurier de petite envergure, descendu des Monts d’Arrée, de ce pays de La Feuillée, dont il portait le costume, il avait le monopole des pilhoù [chiffons]. Nul autre n’aurait osé lui faire concurrence. Il arrivait au pas rapide de son bidet, la charrette chargée de faïences : bols à fleurs, assiettes au fond orné d’un coq, écuelles rouges et vernissées, qu’il échangeait contre des chiffons. Sa venue était bien accueillie des enfants qui assistaient à la pesée des débris de vieilles étoffes qu’il accrochait à sa balance romaine. On ouvrait de grands yeux devant le déballage des bols et des assiettes dont le choix laborieux était accompagné d’un long marchandage. »

S'exprimant avec aisance en français, vendant à l'occasion des bibles protestantes, les chiffonniers désenclavent intellectuellement et mentalement une paysannerie repliée sur elle-même.
Les descendants des pilhaouers ont souvent bien réussi dans la vie, parfois mieux que les enfants des « terriens », des paysans, la profession permettait en effet de « voir du pays » et facilitait l’évolution des mentalités.
Le conte Veig Richou, le pillaouer de Loqueffret, transcrit par René Trellu, illustre aussi les pilhaouers, ainsi qu'un roman pour enfants de Jacqueline Favreau et Jean-Louis Aquila, Pilhouer et Bonnet rouge dont l'action se situe à Botmeur.
Plus récemment on retrouve la figure du pilhaouer sous la plume de Daniel Cario dans son roman La Légende du pilhaouer, ou dans la série Monstres et Merveilles de G. Foucher. Cette dernière série d'ouvrages illustrés est tirée du spectacle de contes appelé lui aussi Monstres et Merveilles, où se mêlent marionnettes, théâtre de papier et théâtre d'ombres, par la Cie Humpty-Dumpty. À travers cette série de livres fantastiques, c'est l'itinérance d'un pilhaouer anonyme à travers la bretagne et sa rencontre avec ses légendes, ses monstres et ses créatures de légende qui est explorée (Les écureuils de Kerham, La légende du Buguel Noz. Chaque livre propose un carnet de voyage illustré qui aurait été tenu au début du XIXe siècle.